# Klassieke blokstelsels in Nederland

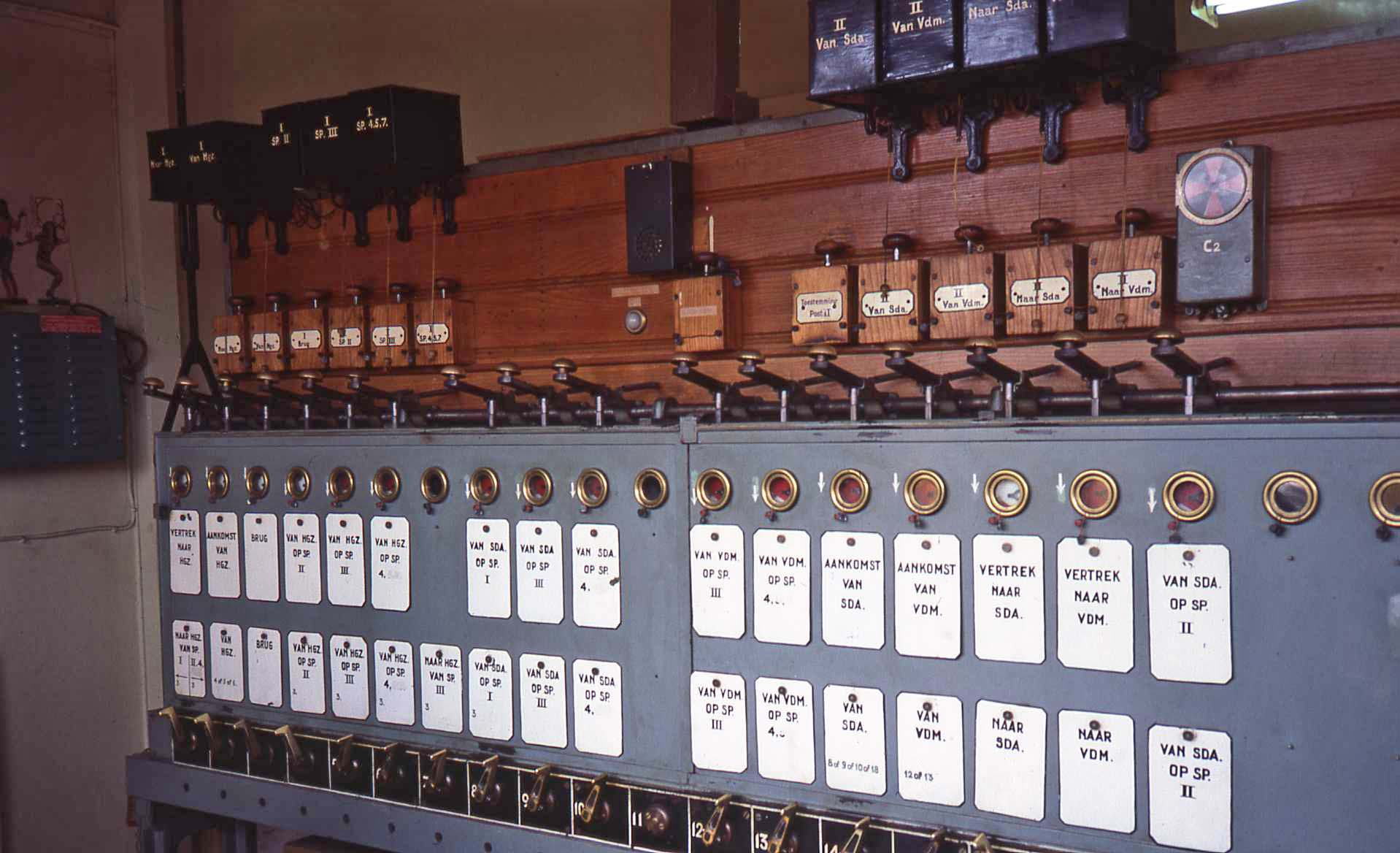
Bloktoestel voor blokstelsel-III in het seinhuis van Zuidbroek

Dit artikel beschrijft vijf typen van klassieke beveiliging van blokstelsels bij spoorwegen.
In de tijd van de klassieke- of mechanische beveiliging werden seinen aan de vrije baan werden bediend door blokwachters en de stationsemplacementen werden beveiligd door de treindienstleiders. In de tijd van de klassieke beveiliging werden treindienstleiders veelal seinhuiswachters genoemd.  Er waren op diverse baanvakken verschillende blokbeveiligingen in dienst.  Dubbelsporige baanvakken waren meestal beveiligd met blokstelsel-II en -III en enkelsporige baanvakken vaak met blokstelsel A en soms met C.  Alle treinbewegingen moesten ook administratief worden geregistreerd in een treinregister, dat door de treindienstleider moest worden ingevuld.

## Blokstelsels

### Blokstelsel-I
Blokstelsel-I was een eenvoudige manier om een blok te beveiligen. Net als het automatisch blokstelsel werd een blok beveiligd met een bloksein. Alleen werd dit gekoppeld aan een blokvenster op de blokkast aan de blokpost, die werd bediend door een blokwachter of seinhuiswachter. Een blokpost had dus bijna altijd twee vensters op de kast, een voor de ene richting en de een voor de andere. Blokstelsel-I kon zowel gebruikt worden voor enkel- als voor dubbelspoor. Blokstelsel-I is een open blok. Dat betekent dat de blokvensters op de blokkasten, die wit en rood kunnen tonen, standaard wit tonen. Een blokwachter of seinhuiswachter kon dan als de vensters wit waren altijd een trein het blok insturen en het bloksein uit de stand stop plaatsen. De wachter geeft eerst een aankondigingssein naar de eerstvolgende blokpost of station door middel van het drukken van de wekknop. Dat zet het sein op veilig, zodat de trein kan vertrekken. Op het station moet voor het veiligzetten van het sein eerst de juiste rijweg worden ingesteld voordat het sein uit de stand stop gebracht kan worden. Bij een blokpost aan de vrije baan hoeft dit niet. Achter de trein wordt het sein weer in de stand stop gebracht en de trein door de wachter geblokt door boven het blokvenster de blokknop in te drukken en na het draaien aan de inductorslinger wordt het blokvenster rood. De wachter op de volgende post zet het sein uit de stand stop en een station stelt uiteraard eerst de juiste rijweg in. Bij binnenkomst van het station of passeren van de blokpost wordt het sein weer in de stand stop gebracht en de trein weer geblokt, waarbij het blokvenster van die post rood wordt en het blokvenster op de voorgaande post weer wit. Het probleem was dat bij binnenkomst van de laatste post het venster niet meer wit kan worden omdat er geen volgende post meer is die dat kan doen. Via een simulatieknop moest het laatste station zichzelf na het binnenblokken zichzelf vrijblokken. Het nadeel was dat er ook niet was waar te nemen op de blokkast of de trein zich nu juist in het blok bevindt of niet.
Daarom werd blokstelsel-I vervangen door blokstelsel-II.

### Blokstelsel-II
Ten opzichte van blokstelsel-I was blokstelsel-II een hele verbetering. Blokstelsel-II werd voornamelijk gebruikt op dubbelsporige trajecten. Op de vrije baan was het mogelijk te werken met tussenblokken om meerdere treinen in één richting achter elkaar te laten rijden. Met blokstelsel-II was het ook voor de eerstvolgende post waar te nemen of er nu wel of geen trein zich in het blok bevindt en onderweg is. Dit werd mogelijk gemaakt door een voorbijgangsvenster te plaatsen dat gekoppeld werd met het blokvenster van de voorafgaande post. Op de blokkast bevonden zich op de blokposten dus vier vensters. Op stations waar met verscheidene seinposten werd gewerkt werden de vensters verdeeld: een blokvenster en een voorbijgangsvenster op de seinpost en de andere twee voor de andere richting op de andere seinpost van het station. Een voorbijgangsvenster en een blokvenster voor de ene richting en voor de andere richting eveneens een voorbijgangsvenster en een blokvenster. De normale stand van de vensters waren wit. Blokstelsel-II was dus ook een open blok. De seinhuiswachter of treindienstleider gaf een aankondigingsein aan de eerstvolgende blokpost met een wekkersein, stelt daarna de rijweg in en zet het sein uit de stand stop. Nadat de trein het bloksein heeft gepasseerd wordt het sein teruggeplaatst in de stand stop. De trein wordt door de wachter of treindienstleider geblokt door de blokknop boven het blokvenster ongeveer een paar tellen in te drukken en tegelijkertijd aan de reductorknop te draaien, waarbij het blokvenster van wit naar rood verandert. Terwijl de wachter of treindienstleider dat doet zal op de eerstvolgende blokpost het voorbijgangsvenster van wit naar rood veranderen. De blokwachter kan dan de eerstvolgende blokpost of station wekken met een aankondigingssein en haalt vervolgens het bloksein uit de stand stop. Nadat de trein het bloksein gepasseerd is zet de blokwachter het sein in de stand stop terug en zal de trein moeten blokken. Dit doet hij door de blokknop boven het voorbijgangsvenster een paar tellen in te drukken en te draaien aan de reductorknop, waarbij de knop boven het blokvenster ook meegedrukt wordt. Het voorbijgangsvenster wordt dan weer wit en het blokvenster wordt daar dan rood van kleur; tegelijkertijd zal het blokvenster op de voorafgaande post veranderen van rood naar wit. Bij de eerstvolgende blokpost zal dan weer hetzelfde plaatsvinden, waarbij het voorbijgangsvenster daar ter plaatse rood zal worden. Als het eerstvolgende blok een stationsblok met stationsbeveiliging zal zijn dan zal daar op het seinhuis of op Post T op het station het voorbijgangsvenster ook rood worden. Op een stationsbeveiliging zit boven het voorbijgangsvenster een blokknopsper. Deze zorgt ervoor dat er niet ontblokt kan worden voordat de trein de inrijseinpaal voorbij is. Het voorbijgangsvenster houdt het inrijsein niet vast, wel is er een koppeling namelijk: De mechanische blokknopsper die zorgt dat er niet ontblokt kan worden als het inrijsein voor de vorige trein niet minstens eenmaal veilig heeft gestaan. Het voorbijgangsvenster heeft daartoe een verlengde drukpen in de kast. Nadat de trein bij de voorafgaande post is geblokt zal op het seinhuis van het station of op Post T in het station het voorbijgansvenster veranderen in de rode kleur. Na de handelingen te hebben verricht die betrekking hebben op het binnennemen van een trein kan het sein uit de stand stop worden gebracht. De trein zal ervoor zorgen dat de bloksper vrijkomt en de blokknop boven het voorbijgangsvenster een paar tellen ingedrukt kan worden en tegelijkertijd aan de reductorknop gedraaid kan worden, waardoor het voorbijgangsvenster wit wordt van kleur. Een eventueel blokvenster naar het eerstvolgende blokpost of station zal niet, zoals op de vrije baan, meegedrukt worden.

### Blokstelsel-III
Blokstelsel-III is een blokstelsel dat werd gebruikt op dubbelsporige baanvakken, waarbij gebruik werd gemaakt van een of meerdere tussenblokposten. Bij blokstelsel-II was het mogelijk om direct in een openblok een trein te sturen en daarna de trein te blokken. Bij blokstelsel-III was dat niet mogelijk. De blokkasten op de tussenposten hadden zes vensters: een ontblokvenster, een voorbijgangsvenster en een blokvenster voor de ene richting en voor de tegengestelde richting uiteraard ook een blokvenster, voorbijgangsvenster en een ontblokvenster.
Een blokstation had drie vensters. Een blokvenster voor een vertrekkende trein en een voorbijgangsvenster en een ontblokvenster voor een binnenkomende trein. Alle vensters op de posten hebben in de normale stand de rode kleur. Blokstelsel-III is een gesloten blokstelsel. Om een trein het blok in te sturen moet de seinhuiswachter of treindienstleider de eerstvolgende blokpost wekken. Hiermee vraagt deze toestemming om het blok vrij te maken. Als er zich geen trein in die richting in het blok bevindt, geeft de blokwachter op de eerstvolgende blokpost het blok vrij door boven het ontblokvenster de ontblokknop een paar tellen in te drukken en tegelijkertijd aan de reductorhandel te draaien, waarbij op deze post het ontblokvenster en het voorbijgansvenster van rood naar wit veranderen en op het voorgaande station, waar de trein klaar staat voor vertrek, het blokvenster eveneens van rood naar wit verandert. De seinhuiswachter of treindienstleider kan na het instellen van de stationsbeveiliging het sein uit de stand stop brengen en de trein kan het blok binnenrijden. Nadat de trein is vertrokken en het blok is binnengereden wordt het sein teruggeplaatst in de stand stop en wordt de trein door de seinhuiswachter of treindienstleider geblokt door boven het blokvenster de blokknop een paar tellen in te drukken en tegelijkertijd aan de reductorhandel te draaien; het blokvenster verandert weer van de witte in de rode kleur. Op de blokpost zal het witte voorbijgangsvenster veranderen van wit naar rood, maar het ontblokvenster blijft wit. De blokwachter wekt de eerstvolgende blokpost of seinhuis of post T van het stationsblok. Hij bedient ook de ontblokknop; het voorbijgangsvenster en ontblokvenster zullen veranderen van rood naar wit. Op de blokpost zal dan ook het blokvenster van rood naar wit veranderen en kan de blokwachter het sein uit de stand stop brengen. Nadat de trein de post passeert zet de blokwachter het sein terug in de stand stop en blokt de trein door de blokknop boven het blokvenster een paar tellen in te drukken en aan de reductorhandel te draaien, waarbij zowel het blokvenster als het ontblokvenster rood worden en het voorbijgangsvenster op het eerstvolgende station of post rood wordt. Enkel het ontblokvenster blijft wit. Op de blokpost staan de vensters weer in de normale stand. Als de trein het volgende station binnenrijdt, wordt de trein geblokt door de blokknop boven het ontblokvenster en het voorbijgangsvenster, waarbij de vensters dan de rode kleur aannemen als de seinhuiswachter of treindienstleider aan de reductorhandel draait.

### Blokstelsel-A
Blokstelsel-A is een blokstelsel dat werd gebruikt op enkelsporige baanvakken zonder tussenblokposten. Van het ene naar het andere station is er dus één blok. Voor het bedienen van het blokstelsel waren blokkasten voorzien van slechts drie vensters: een enkelspoorvenster, een blokvenster en een voorbijgangsvenster. In de normale stand tonen het enkelspoorvenster en het voorbijgansvenster de witte kleur en het blokvenster de rode kleur. Boven het voorbijgangsvenster zat een blokknopsper. Net als bij het blokstelsel-III is blokstelsel-A een gesloten blok. Voordat een trein van het station A kon vertrekken moest de treindienstleider of seinhuiswachter het volgende station B toestemming vragen een trein te mogen sturen met een aankondigingssein, door middel van het indrukken van de wekknop. Station B maakt het blokvenster op station A vrij door de knop boven het enkelspoorvenster een paar tellen in te drukken en aan de reductorhendel te draaien. Het enkelspoorvenster verandert van wit naar rood en op station A verandert het blokvenster van de rood naar wit. Station A kan na de handelingen te hebben verricht die betrekking hebben op de stationsbeveiliging het sein uit de stand stop brengen en de trein laten vertrekken. Nadat de trein is vertrokken wordt het sein op station A in de stand stop teruggebracht en wordt de trein geblokt. Dit gebeurt door boven het blokvenster de knop een paar tellen in te drukken en aan de reductorhandel te draaien. De knop boven het enkelspoorvenster zal via een koppeling meegedrukt worden, waarbij het enkelspoor en het blokvenster op station A in de rode kleur verandert. Op station B zal tegelijkertijd het voorbijgangsvenster van wit naar rood veranderen. Nu kan station B de stationsbeveiliging instellen en vervolgens het sein uit de stand stop brengen. De trein zal de blokknopsper via detectie vrijmaken en het sein kan terug in de stand stop en geblokt worden door boven het voorbijgangsvenster de knop een paar tellen in te drukken en aan de reductorhandel te draaien. 
Hierdoor zal het voorbijgangsvenster, maar ook het enkelspoorvenster van rood naar wit veranderen en op station A komt ook het enkelspoorvenster vrij, waarbij het venster verandert van rood naar wit.

### Blokstelsel-C
Blokstelsel-C werd gebruikt op enkelsporige baanvakken waarbij het mogelijk was een tussenblok te plaatsen. Blokstelsel-C was openblok en de normale stand van de vensters op de blokkasten waren de witte kleuren. De stations hadden net als bij blokstelsel-A drie vensters op de blokkast. Het tussenblok had vier vensters op de blokkast die dezelfde vensters hadden als blokstelsel-II twee voorbijgangsvensters en twee blokvensters, alleen waren de vensters voor de tegengestelde richting voorzien van een blokkering als er een trein onderweg was zodat er in tegengestelde richting geen trein kon vertrekken. Station A geeft blokpost B een aankondigingssein en brengt het sein uit de stand stop. Nadat de trein is vertrokken en zich in het blok bevindt, wordt het sein teruggebracht in de stand stop en wordt de trein door station A geblokt door boven het enkelspoorvenster en blokvenster knop een paar tellen in te drukken en aan de reductorhendel te draaien. Het enkelspoorvenster en het blokvenster veranderen van de witte naar de rode kleur. Tegelijkertijd verandert het voorbijgangsvenster op blokpost B het voorbijgangsvenster van de wit naar rood. Blokpost B geeft station C een aankondigingssein en zet het bloksein uit de stand stop. Nadat de trein het sein is gepasseerd zet de wachter op blokpost B het sein terug in de stand stop en blokt de trein door boven het voorbijgangsvenster de knop een paar tellen in te drukken en het blokvenster zal veranderen van wit naar rood en het voorbijgangsvenster verandert weer naar wit. Tegelijkertijd veranderen op station C het enkelspoorvenster en het voorbijgangsvenster van wit naar rood, en op station A komt het blokvenster ook weer vrij naar de witte kleur en kan direct eventueel een tweede trein naar B sturen. Station C brengt het sein uit de stand stop en nadat de trein het station is binnengereden gaat het sein terug in de stand stop en wordt deze binnen geblokt. De treindienstleider of de seinhuiswachter op station C drukt boven het voorbijgangsvenster de blokknop een paar tellen in nadat de sper door de trein is vrijgekomen en draait aan de reductorknop zodat de kleuren van het enkelspoorvenster en het voorbijgangsvenster beide van rood naar wit veranderen en ook op blokpost B de kleur van het het blokvenster van rood naar wit verandert.